# 叶志强
叶志强（1923年6月—2006年7月18日），河南淮阳人，中华人民共和国政治人物。

## 生平
1938年2月，参加淮阳抗日学生军，同年8月加入中国共产党。1938年10月至1945年，先后在西华县干训班学习，任西华县三区民运指导员、西华县二支队指导员、宣传队队长、新四军四师民运科科员、延安中央军委一局科员、延安中央党校二部学员。
1945年9月，赴东北，同年冬任黑龙江省军区秘书，奉省委命令参与组建了黑龙江省第一支武装部队。1946年夏，转入省政府搞经济工作。1946年至1948年底，先后任龙南税务局局长、龙南金库主任、省林业总公司经理、省企业局局长。1949年初，任黑龙江省财政厅副厅长兼省企业管理局局长。
中华人民共和国成立后，1950年调东北人民政府工业部任副处长、处长。1953年3月，任重工业部基本建设司司长、建筑总局局长。1956年12月任冶金工业部建筑局局长。1958年11月，任河北省冶金工业局局长、冶金工业厅厅长、党组书记。1960年，调任中共中央华北局经济委员会副主任兼燃料局局长。1962年，调冶金工业部任基建办公室主任、办公厅主任、部党委委员。1965年，任冶金工业部副部长、党组成员。文化大革命初期受到冲击迫害，下放农场劳动。1969年底，任四川省渡口市委书记、市革委会副主任、西南局三线委员会委员、四川省革委会委员。1973年1月任冶金工业部革委会副主任，并兼任武钢一米七轧机工程指挥部首任指挥长。1975年，任冶金工业部副部长、常务副部长、党组副书记，兼任基建工程兵冶金指挥部政委、北京钢铁学院党委书记（1979.2-1980.8）、中国金属学会理事长。受中央委派，任上海宝钢建设第一任总指挥、党委书记。1980年，调任国家经委工业组组长，1984年，任中国有色金属工业总公司副董事长，1986年，兼任中国有色金属工业企业管理协会会长。1986年10月离休。2006年7月18日，去世。